# Steinfelderheistert
Steinfelderheistert is een plaats in de Duitse gemeente Kall, deelstaat Noordrijn-Westfalen, en telt 126 inwoners (2007).
In het plaatselijke dorpshuis wordt jaarlijks de Eifel X-mas SWOS Cup gehouden.